# Христианство в Хорватии

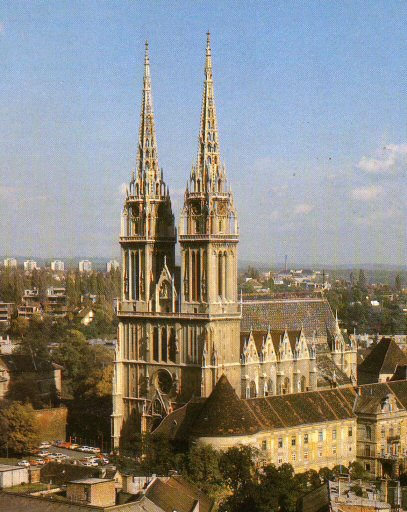
Кафедральный собор в Загребе

Христианство в Хорватии — самая распространённая религия в стране.
По данным исследовательского центра Pew Research Center в 2010 году в Хорватии проживало 4,11 млн христиан, которые составляли 93,4 % населения этой страны. Энциклопедия «Религии мира» Дж. Г. Мелтона оценивает долю христиан в 2010 году в 92,1 % (4,18 млн верующих). В 2010 году в Хорватии действовало 2077 христианских церквей и мест богослужения, которые принадлежали 33 различным деноминациям.
Помимо хорватов, христианами также являются большинство живущих в стране сербов, итальянцев, албанцев, румын, венгров, словенцев, чехов, словаков, черногорцев, македонцев, немцев, украинцев, русин и др.

## Католицизм

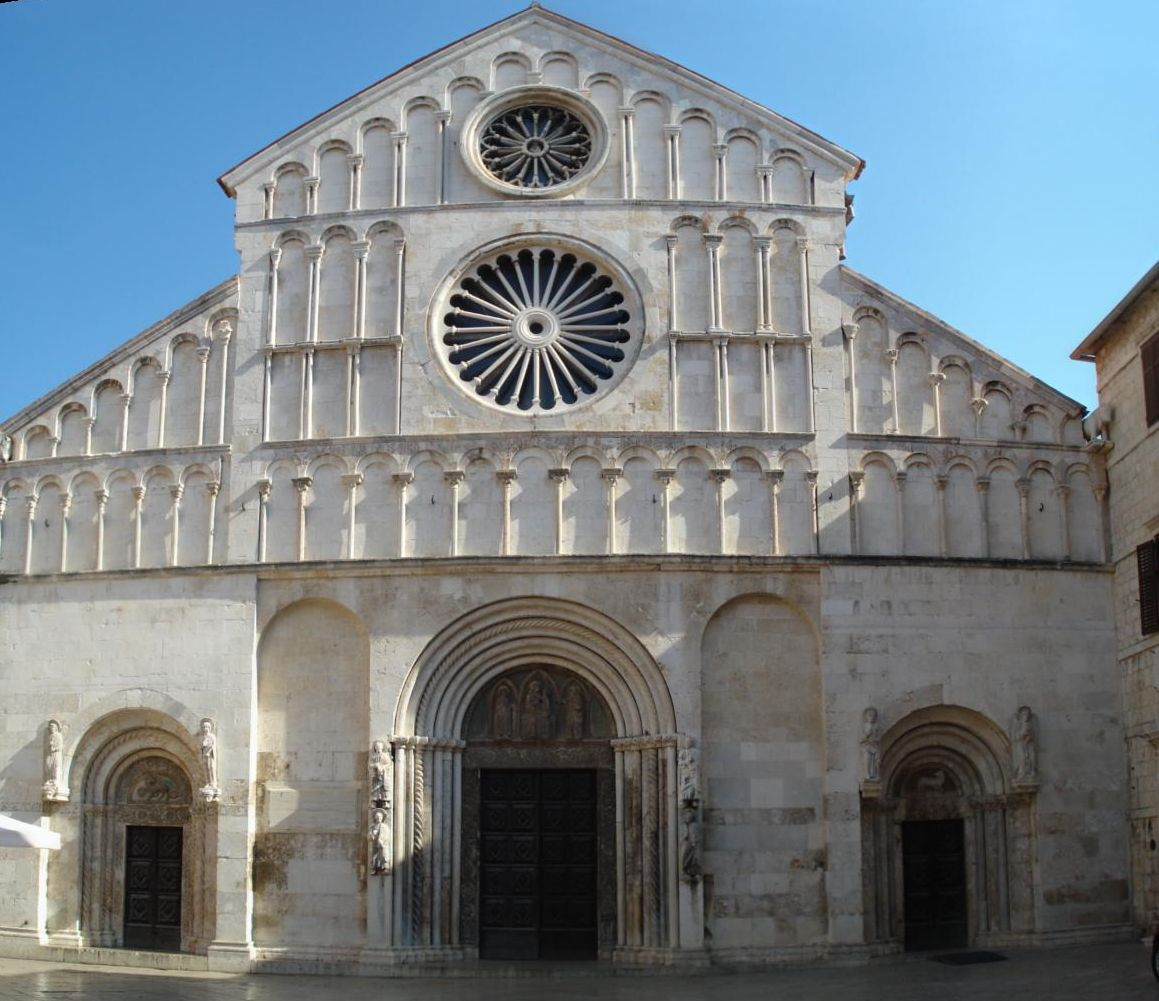
Кафедральный собор святой Анастасии в Задаре

После раскола христианской церкви в 1054 году хорватская церковь осталась в общении с римским епископом, несмотря на тесные политические связи с Византией. Уния с Венгерским королевством способствовала укреплению позиций Католической церкви.
В настоящее время Католическая церковь является крупнейшей религиозной организацией в стране; в ходе переписи населения в 2011 году свыше 86 % жителей Хорватии назвали себя католиками. В это число также входит небольшое число грекокатоликов (10 тыс.). Имеются в стране и несколько организаций старокатоликов, крупнейшей из которых является Хорватская старокатолическая церковь (6 тыс. верующих в 12 приходах).

## Православие
В ходе переписи 2011 года 190 тыс. жителей Хорватии назвали себя православными. Большинство православных верующих страны принадлежат Сербской православной церкви. Помимо неё в Загребе действует приход Болгарской православной церкви. 
На территории Хорватии активны и представители неканонического православия. Ряд православных общин Хорватии относятся к неканоническим национальным православным автокефалиям. Македонская православная церковь имеет в стране 4 прихода, по одному приходу у Черногорской православной церкви и возродившейся Хорватской православной церкви.
Помимо вышеуказанных в Хорватии имеются и представители старостильных православных церквей. Это т.н. матфеиты-кирикиты из Истинно-православной церкви Греции (последователи митрополита Кирика).

## Протестантизм

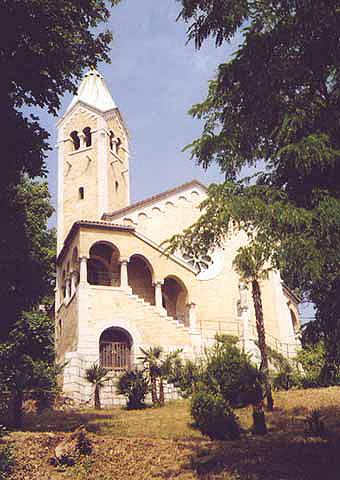
Протестантская церковь в Опатии, построенная в 1903-04 гг.

Протестантизм начал распространяться в Хорватии с XVI века в виде лютеранства и реформатства. Число протестантов заметно возросло в XVIII веке, после массового переселения в край немцев-лютеран. В конце XIX — начале XX века миссионерскую деятельность в Хорватии начали ряд евангельских протестантских движений — баптисты, методисты, плимутские братья, адвентисты и пятидесятники.
В настоящее время число протестантов в Хорватии оценивается от 15 тыс. до 39 тыс. человек. Крупнейшую протестантскую конфессию представляют пятидесятники (6,6 тыс. в 2010 году). Другими протестантскими конфессиями в Хорватии являются лютеране (3 тыс.), реформаты (3 тыс.), баптисты (3,6 тыс.), адвентисты (4,6 тыс.).

## Маргинальное христианство
На территории Хорватии также действуют и представители маргинального христианства. Большинство из них являются членами организации Свидетели Иеговы, которая была зарегистрирована местным Минюстом как религиозная организация в 2003 году. По собственным данным организации, в 2012 году в Хорватии проживало 5,5 тыс. крещённых возвещателей и действовало 66 собраний.
Ещё в 1975 году правительство Социалистической Югославии в качестве юридического лица признало Церковь Иисуса Христа святых последних дней; в том же году в хорватском Задаре появилось первая община мормонов. Популярности мормонам добавило обращение в эту организацию известного югославского спортсмена Крешимира Чосича. В настоящее время, по собственным данным церкви, в Хорватии действует 6 собраний, объединяющих ок. 600 прихожан.

## Экуменическое движение
С 1997 года в стране действует Экуменический координационный совет церквей в Хорватии, объединяющий католиков, православных, пятидесятников, реформаторов и баптистов. Консервативные евангельские церкви страны объединены в Протестантский евангелический совет Хорватии, связанный со Всемирным евангельским альянсом.